# Галинстан
Галинстан (нем. Galinstan) — торговая марка сплава с заявленным составом 68,5 % галлия, 21,5 % индия и 10 % олова. Торговая марка принадлежит немецкой компании Geratherm Medical AG. В русском языке подобные сплавы известны как ингас (от эмпирической формулы InGaSn).
Заявленная температура плавления −19 °C. Сплав малотоксичен. Основное применение — замена ртути в некоторых областях, в первую очередь в бытовых термометрах, также использование в качестве термоинтерфейса для передачи теплоты от центральных процессоров и видеочипов («жидкий металл») к кулеру, водоблоку или стакану с жидким азотом (в случае экстремального оверклокинга). Сплав смачивает многие материалы, в том числе стекло, поэтому в термометрах стекло покрывают плёнкой оксида галлия. Другой недостаток подобных термометров — галинстан расширяется при затвердевании и разрывает стеклянную колбу при охлаждении ниже −19 °C. Производитель требует хранить приборы с применением галинстана при температурах не ниже −15 °C и не выше 42 °C.
На 2002 год стоимость сплава составляла от 1 до 4 долларов США за грамм.
Существует неоднозначность, связанная с температурами затвердевания и плавления сплавов галлия, с именованием «галинстаном» двух разных сплавов (не только фирменного сплава Geratherm, но иногда и EGaInSn), а также с составом фирменного сплава. С учётом эффекта переохлаждения, выраженного у галлия, температура затвердевания может быть ниже температуры плавления и, как утверждается в работе австралийских учёных, у EGaInSn она часто ошибочно приводится под видом последней. В работе Шэньчжэньского университета отмечается, что сплав компании Geratherm отличается по свойствам от EGaInSn, а парадоксально низкая температура плавления фирменного сплава объясняется не переохлаждением и ошибочным указанием температуры затвердевания, а наличием неких дополнительных компонентов. Авторы связывают разброс научных данных с тем, что в одних работах на тему галинстана анализируется EGaInSn, а в других — сплав компании Geratherm; неточное определение эвтектики у Ga-In-Sn почти не влияло на температуру плавления.
Как жидкий металл — используется, взамен термопасты, при конструктивной доработке процессоров, с целью снижения теплового сопротивления между его кристаллом и радиатором (см. система охлаждения компьютера, разгон компьютеров).